# Belle Lurette

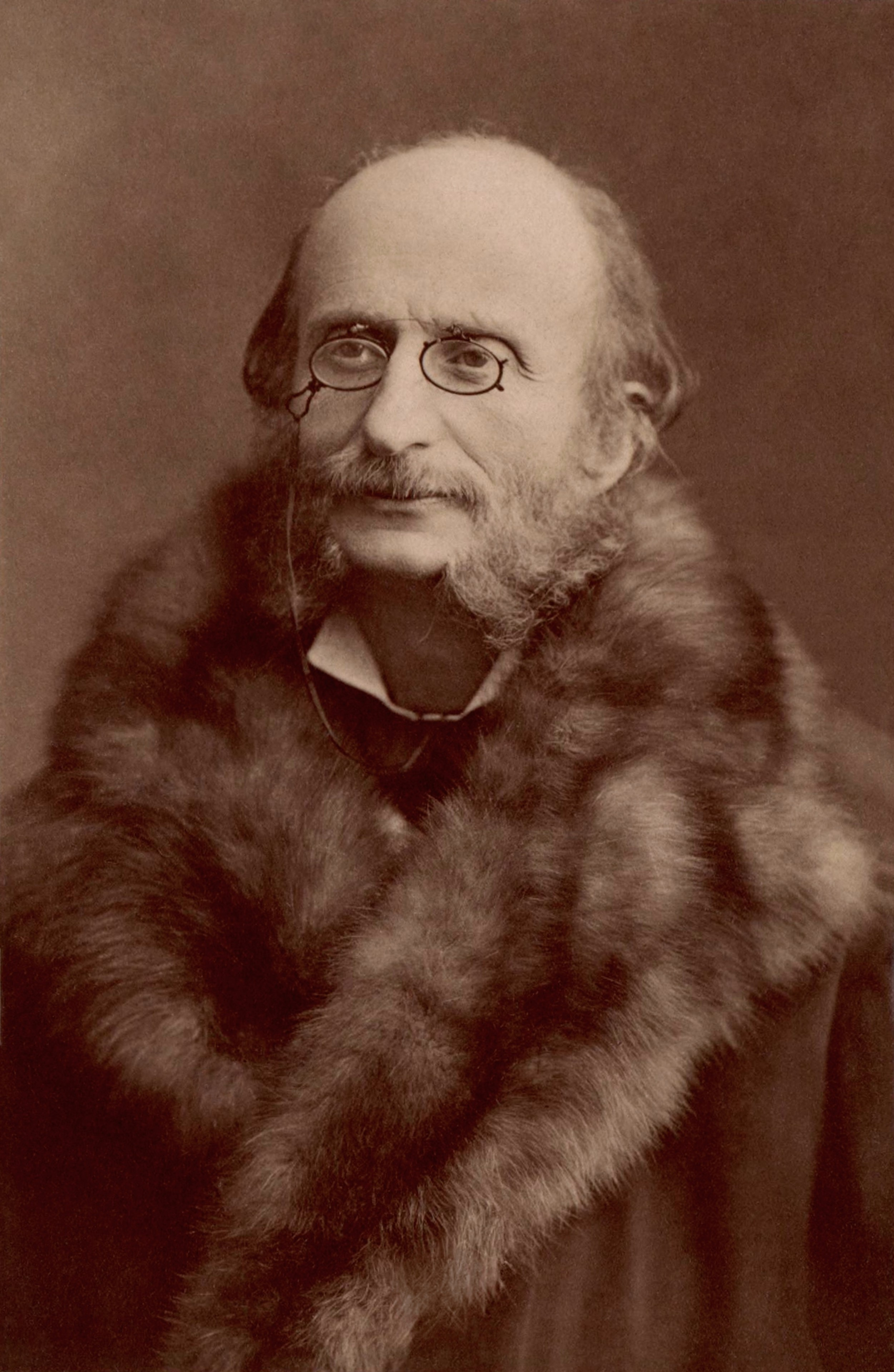
Jacques Offenbach

Belle Lurette är en ofullbordad opéra comique (operett) i tre akter med musik av Jacques Offenbach och libretto av Ernest Blum, Édouard Blau och Raoul Toché. Operetten hade premiär den 30 oktober 1880 på Théâtre de la Renaissance i Paris under musikalisk ledning av Léo Delibes.

## Historia
Efter Frankrikes nederlag i Fransk-tyska kriget 1870-71 och kejsare Napoleon III:s abdikation sjönk Offenbachs popularitet i Paris, och han gjorde flera turnéer i Storbritannien och USA. Han hade upplevt flera motgångar med verk som Maître Péronilla och La Marocaine, men han fortsatte obevekligt att sträva efter ytterligare en succé. Den 5 oktober 1880 avled han och fick således aldrig uppleva premiären på sin sista operett, som mottogs väl av kritikerna. De musiknummer som har överlevt är "le Jabot du colonel", "le Trio des Amoureux", "la phrase des Vingt Ans", "l’ensemble Nous sommes les amoureux", "la parodie du Danube bleu" och "la Ronde de Colette".
I Sverige framfördes den första gången den 6 augusti 1881 på Djurgårdsteatern i Stockholm.

## Personer
| Roller                    | Röststämma | Premiärbesättning 30 oktober 1880 (Dirigent: Léo Delibes) |
| ------------------------- | ---------- | --------------------------------------------------------- |
| Belle Lurette, tvätterska | sopran     | Jane Hading                                               |
| Hertigen av Marly         |            | Cooper                                                    |
| Marceline                 |            | Mily-Meyer                                                |
| Malicorne                 |            | Jolly                                                     |

## Handling
Hertigen av Marlys faster har tvingat honom att gifta sig om han vill ärva henne. Han underkastar sig hennes vilja genom att gifta sig med Belle Lurette, en vacker och nätt tvätterska. Inte förrän efter bröllopet får hon reda på vilken roll hon har fått och hennes nya makes brist på känslor för henne. Men Belle Lurette lyssnar inte på det örat och tänker verkligen bli hertiginna av Marly. Eftersom hon är lika nätt som hon är vacker kommer det inte dröja länge innan hon lyckas vinna sin nya mans kärlek.